# Françoise Renet
Françoise Renet (* 20. Mai 1924 in Paris; † 23. März 1995 in Versailles) war eine französische Organistin.

## Leben
Renet studierte ab 1945 am Conservatoire national supérieur de musique de Paris  bei Marcel Dupré. Sie schloss ihr Studium  1949 mit einem ersten Preis ab. Ab 1952 war sie stellvertretende Organistin in St-Sulpice. Nach 1985 versah sie den Orgeldienst bei den Petites Soeurs de l’Assomption und an der Kirche Saint-Benoît d’Issy-les-Moulineaux. Renet war lange Jahre stellvertretende Vorsitzende der Association des Amis de l’Art de Marcel Dupré. Sie lehrte am Conservatoire de musique Marcel-Dupré in Meudon.

## Tondokumente
- Die Aristide-Cavaille-Coll-Orgel von St. Sulpice, Paris. LP. Motette Psallite, 1975.
- Marcel Dupré: Le Chemin de la Croix. Aufgenommen in Ste-Sernin in Toulouse. CD. Festivo, 1988.
- Die Orgel in Marcel Duprés Privatauditorium in Meudon. CD. Motette, 2006.